# 安德里斯·比耶德里尼什
安德里斯·别德林什（1986年3月2日—），生于拉脱维亚首都里加，是拉脱维亚职业篮球运动员，司职大前锋和中锋位置。他是在2004年NBA选秀中第一轮第11顺位被勇士队选中的。